# Великі північні стіни Альп

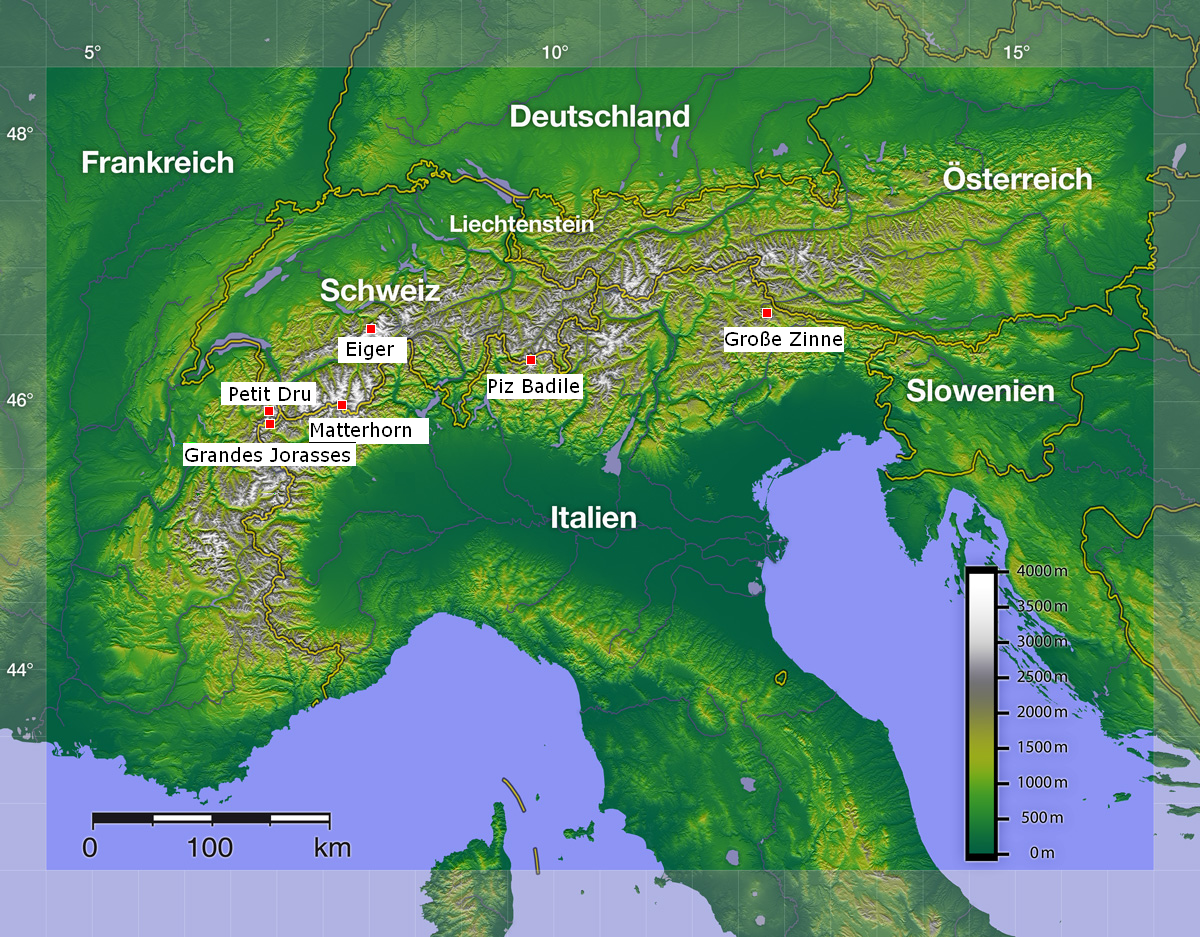
Розташування великих північних стін

Великі північні стіни Альп (нім. großen Nordwände der Alpen), також класичні північні стіни або останні проблеми Альп, — це група з трьох або шести північних стін альпіських гір, які є видатними для альпіністів через свій розмір, складність або небезпеку. Йдеться про північні стіни Айгера, Гранд-Жораса та Маттергорну; до розширеного переліку «шість великих північних стін Альп» додатково включають північні стіни Пті-Дрю, Піц Баділе та Великої Цінни.
Фріц Каспаре, який одним з перших підкорив північну стіну Айгера, першим 1938 року застосував поняття «три великі проблеми стін». Його тодішній компаньйон Андерль Гекмайр використав цей термін 11 років потоку у своїй книзі 1949 року «Три останні проблеми Альп».

## Підстави до зарахування до великих північних стін
Абсолютна висота стіни не є альпіністською чи історичною першопричиною для зарахування північної стіни до «великих північних стін» Альп. Хоча у Альпах можна побачити багато високих північних стін, до «великих північних» стін зараховуються лише три або шість. Наприклад, північна стіна гори Триглав у Юлійських Альпах з  висотою 1 500 метрів, ймовірно є однією з найвищих у Альпах, але враховуючи відносно невисоку складність сходження по ній, вона не належить до «великих північних стін». Для деяких «великих північних стін», якщо точно зазначати, не йдеться по північну стіну, а швидше по північно-західну (наприклад у Айгера) або північно-східну (Піц Баділе). Ці стіни називають північними, тому що це лінгвістично зчеплює та краще утворює ім'я схожої групи.

## Значення поняття «північна стіна»

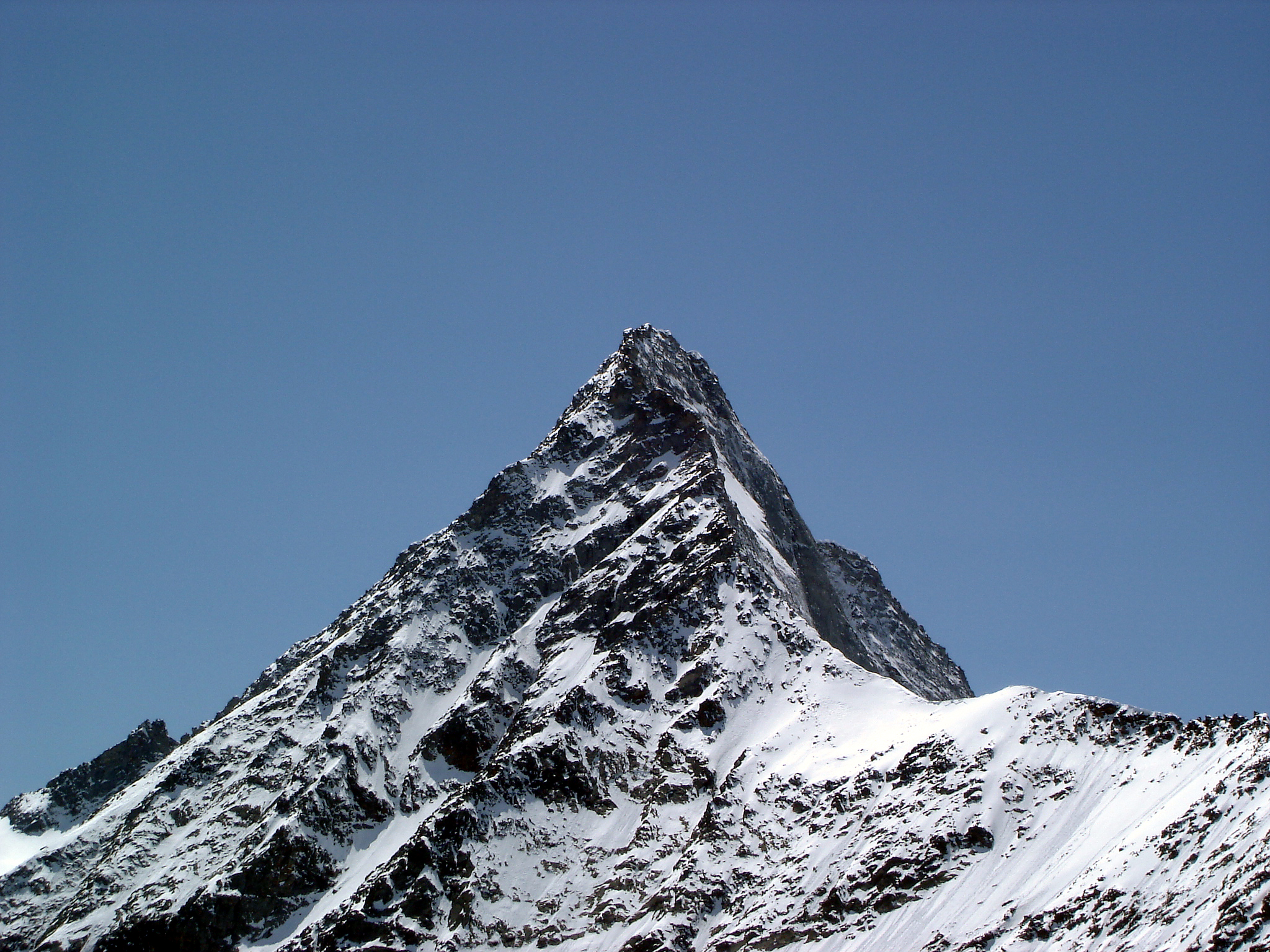
Термін «північна стіна» зазвичай асоціюється з темними, зледенілими, крутими гірськими стінами: тут північна стіна Шраммахер.

У альпіністів термін «північна стіна» пов'язаний з особливими альпіністськими складностями та небезпеками, оскільки сходження по східним, західним та південним схилам гір є легшими. Північні стіни гір північної півкулі через більший затінок мають сильніше обмерзання, а тому більші складності при підйомі. В альпіністському сенсі «північна стіна» позначає холод та небезпеку. Внаслідок значної кількості нещасних випадків при спробах сходження північна стіна Айгера отримала назву «стіна смерті».

## Небезпека та смертельні нещасні випадки
Найвідоміша та найнебезпечніша (через камнепади та раптові погіршення погоди) з «великих північних стін» є північна стіна Айгера. На ній вже загинув 51 скелелаз. Існують стіни альпійських гір, де загинуло більше скелелазів (наприклад східна стіна Вацманна — 100 смертей на липень 2010), однак на них причинами для цього є менше великі труднощі і небезпеки стіни, а скоріше наплив часто недостатньо підготовлених альпіністів. Оскільки високі вимоги для підкорення північних стін широко відомі, недостатньо підготовлені альпіністи та гірські туристи рідко роблять спроби на них зійти. Тому абсолютна кількість нещасних випадків на них менша у порівнянні з частовідвідуваними цілями.
Найбільш вертикальна та технічно складна для скелелазіння є північна стіна Великої Цінне, але тим не менш на ній йдеться про виключно скелелазіння по камінню. Вона є єдиною з переліку, чия вершина лежить нижче 3000 м.н.м. та на якій – з огляду на висоту та розташування у Південному Тіролі – є значно нижчою небезпека від раптових змін температури та погоди, а також від загального характеру високих альпійських поясів.

## Великі північні стіни детально

### «Велика трійця»
| Північна стіна | Висота стіни | Висота вершини | Перше сходження                             | Першопроходець                                                                  | Перше зимове сходження                                                  | Перше одиночне сходження | Перше зимове одиночне                                      | Найшвидше сходження            |
| -------------- | ------------ | -------------- | ------------------------------------------- | ------------------------------------------------------------------------------- | ----------------------------------------------------------------------- | ------------------------ | ---------------------------------------------------------- | ------------------------------ |
| Айгер          | 1650 м       | 3970 м.н.м.    | 1938                                        | Гайнріх Гарррер, Андерль Гекмайр, Фріц Каспарек, Людвіг Верг                    | 1961 Тоні Гібелер, Тоні Кінсхофер, Вальтер Альмбергер, Андерль Мангардт | 1963 Мішель Дарбелле     | 1978 Цунео Хасегава та Івано Гірардіні (на день пізніше)   | 2011 Даніель Арнольд (2г 28хв) |
| Гранд-Жорас    | 1200 м.      | 4208 м.н.м.    | 1935 Кроцпфайлер (C) 1938 Волкерпфайлер (W) | C: Мартін Маєр, Рудольф Петерс; W: Рікардо Кассін, Луїджі Еспосіто, Уго Тіццоні | W: 1963 Вальтер Бонатті, Коссімо Цаппеллі                               | W: 1968 Алессандро Гонья | W: 1979 Цунео Хасегава (за іншими джерелами — Енді Паркін) | 2008 Улі Штек (2г 21хв)        |
| Маттергорн     | 1200 м       | 4478 м.н.м.    | 1931                                        | Ф. Шмід, Т. Шмід                                                                | 1962 Хілті фон Альмен, Пауль Еттер                                      | 1959 Дітер Мархарт       | 1965 Вальтер Бонатті                                       | 2009 Улі Штек (1г 56хв)        |

### Розширена група
| Північна стіна | Висота стіни | Висота вершини | Перше сходження | Першопроходець                                                                       | Перше зимове сходження                                                                                   | Перше одиночне сходження | Перше зимове одиночне |
| -------------- | ------------ | -------------- | --------------- | ------------------------------------------------------------------------------------ | --- | ------------------------ | --------------------- |
| Пті-Дрю        | 700 м        | 3733 м.н.м.    | 1935            | П'єр Аллен, Реймонд Лайнінгер                                                        | 1964 Жорж Пайо, Івон Масіно, Жерар Девуассу                                                              | 1955 Вальтер Бонатті     | ?                     |
| Піц Баділе     | 800 м        | 3308 м.н.м.    | 1937            | Рікардо Кассін, Вітторіо Ратті, Джино Еспосіто, Маріо Молтені †, Джузеппе Валсеккі † | 1967 Мішель Дарбелле, Каміль Бурніссен, Паоло Армандо, Джанні Калканьо, Даніель Трольє, Алессандро Гонья | 1952 Герман Буль         | 2006 Фабіо Валсекіні  |
| Велика Цінне   | 550 м        | 2999 м.н.м.    | 1933            | Еміліо Комічі, Анжело Дімай, Джузеппе Дімай                                          | 1938 Фріц Каспарек, Сепп Брунрхубер                                                                      | 1937 Еміліо Комічі       | ?                     |

## Видатні альпіністські досягнення
Крім перших сходжень, наведених у таблицях вище, вартими уваги є сходження на швидкість чи серійні сходження на великі північні стіни Альп:

### Одиночні сходження на швидкість

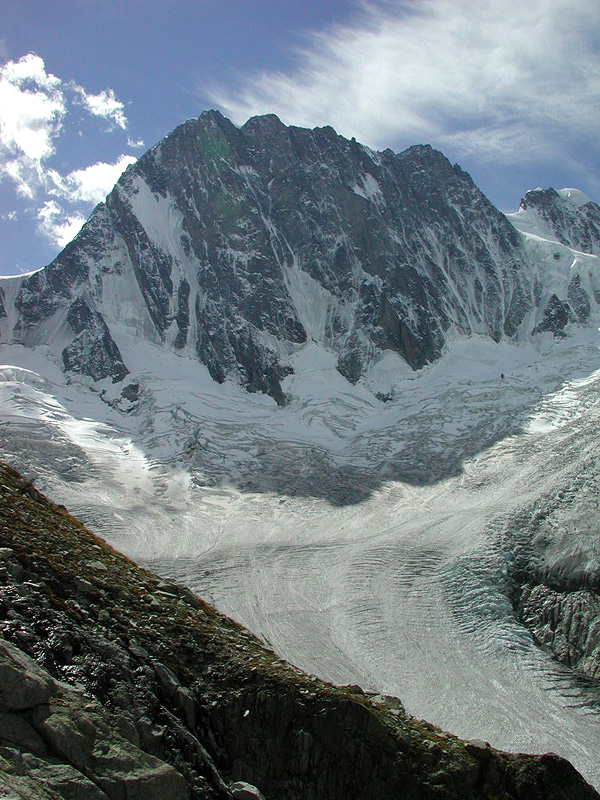
Північна стіна Гранд-Жораса

По «великих північних стінах» відбуваються як сходження у зв'язці, так і одиночні, метою яких є досягти вершини якомога швидше. В той час, як у перші десятиріччя після першого сходження найкращий результат по швидкості показували переважно команди, з подальшим розвитком альпінізму та зростанням досвіду скелелазіння, центральне місце зайняли одиночні сходження на швидкість. При цьому час одиночних сходжень значно коротший за командні, оскільки одиночки сильно зменшують або взагалі не використовують страхувальну мотузку і тому – за рахунок значно вищого ризику зриву і падіння – піднімаються значно швидше.
Значущі підйоми на швидкість:
- 1959 року Дітер Маргарт піднявся по північній стіні Маттергорну всього за 5 годин;
- 1974 року Райнгольд Месснер та Петер Хабелер піднялися по північній стіні Айгер всього за 10 годин, що понад три десятиріччя було найшвидшим підйомом у зв'язці[10];
- 1982 року Томас Бубендорфер піднявся по північній стіні Гран-Жораса та по північній стані Пті-Дрю — обидва підйоми соло, без страховки та кожен менше 7 годин[11];
- 1983 року незалежно один від одного Томас Бубендорфер та Райнхард Пачайдер піднялися соло по північній стіні Айгера менше ніж за 5 годин[12];
- 1983 року Томас Бубендорфер та Петер Рормозер піднялися за 3г 50 хв по північній стіні Маттергорну[11];
- 1997 року Крістоф Гайнц соло піднявся по маршруту «Superdirettissima» на північній стіні Великої Цінне зимою і лише за 8 годин[13];
- 2003 року Крістоф Гайнц піднявся по північній стіні Айгера лише за 4½ години[14];
- 2007 року швейцарець Улі Штек 21 лютого піднявся по північній стіні Айгера лише за 3г 54хв[15];
- 2008 року Роджер Шелі та Симон Антаматтен піднялися у зв'язці по північній стіні Айгера за 6г 50хв, побивши рекорд 1974 р.[16]. Але трохи пізніше, 23 лютого їх рекорд також був побитий Даніелем Арнольдом та Стефаном Руоссом, які піднялися лише за 6г 10 хв.[17];
- 2008 року Улі Штек покращив свій власний рекорд по соло-підйому по північній стороні Айгера (2:47:33 г)[18];
- 2008 року Улі Штек піднявся соло по північній стіні Гран-Жораса по маршруту Колтона-Макінтайра за новий рекордний час 2г 21хв[19];
- 2009 року Улі Штек піднявся соло по північній стіні Маттергорну по класичному маршруту Шміда за рекордний час 1г 56хв[20] і таким чином тримав рекорди по всій «Великій трійці»;
- 2011 року Даніель Арнольд покращив рекорд соло-підйому по північній стіні Айгера до 2г 28хв[21];
- 2015 року Улі Штек скоротив свій час соло-підйому по маршруту Хекмайра на північній стіні Айгера до 2:22:50 г[22][23].

### Сходження на декілька вершин

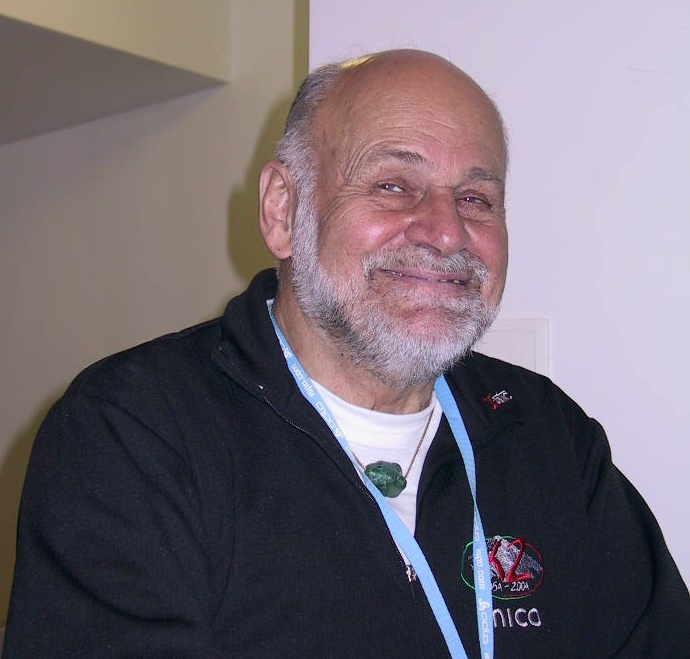
Курт Дімбергер одним з перших піднявся по «Великій трійці» (1956–58).

- Гастон Ребуффо був першим скелелазом, який піднявся всіма шістьма великими північними стінами Альп (до 1952 р.)[24];
- у сезоні 1961—1962 рр. Лео Шльоммер перший піднявся по «Великій трійці» в межах одного року[25];
- Іветт Вуше (Yvette Vaucher) стала першою жінкою, яка піднялася по всіх шести великих північних стінах (1964—1975 рр.)[26];
- Івано Гірардіні першим здійснив одиночний підйом по всіх трьох великих північних стінах за одну зиму (сезон 1977—1978 рр.)[27];
- до 1979 року Норберт Йоос вже піднявся по трьох великих північних стінах у віці лише 19 років[28];
- до 1983 року Томас Бубендорфер піднявся по трьох великих північних стінах, а також по північних стінах Ле-Дрот та Чіветти у віці лише 21 рік, соло, частково без страхувальної мотузки та за рекордний час[11];
- 1991 року Роберт Джаспер піднявся соло по «Великій трійці» в межах одного року[29];
- 1992—1993 рр. Кетрін Дестівель стала першою жінкою, яка соло та взимку піднялася «Великою трійцею»[30];
- 1993 року Елісон Харгрейв стала першою жінкою, які піднялася всіма шістьма великими північними стінами соло в межах одного року, а її загальний час підйомів склав менше 24 годин[31];
- 2008 року Роджер Шелі піднявся шістьма великими північними стінами в межах 45 днів (цей час довго вважався мінімальним для підйому на всі шість стін)[32]

### Серійні сходження («enchaînements»)
Французький за походженням термін «enchaînement» (буквально зв'язування, послідовність) означає багаторазові сходження або марафонські тури, коли скелелази між окремими етапами не повертаються до базового табору, але виконують кілька незалежних етапів поспіль. У вузькому сенсі для зазначених нижче досягнень це вірно лише для Крістофа Профіта; він переміщався між сходженнями за допомогою вертольотів. У ширшому сенсі характер цього терміну також було витримано турами Томо Цесена, Ергарда Лоретана та Жана-Крістофа Лафайє.
- 1985 року Крістоф Профіт піднявся соло на три великі північні стіни Альп лише за 22½ години[34];
- 1986 року Томо Цесен піднявся соло на три великі північні стіни Альп взимку в межах одного тижня[35];
- 1987 року Крістоф Профіт піднявся соло на три великі північні стіни Альп взимку в межах 42 годин[36];
- 1989 року Ергард Лоретан піднявся по 13 північних стінах Бернських Альп (серед них стіна Айгера) за тринадцять зимових днів[37];
- 1995 року Жан-Крістоф Лафає в межах 16 днів соло піднявся на десять північних стін Альп, серед них стіни Айгера та Маттергорна[38]

## Інші великі північні стіни Альп
Крім шести наведених вище північних стін, ще цілий ряд інших північних стін Альп має високу складність сходження чи відомість. Їх часто також позначають «великі стіни», «великі кам'яні стіни» або «великі крижані стіни Альп», jале не завжди з вказівкою на їх північне положення. Однак їх майже ніколи не ставлять в один ряд з північними стінами Айгера, Гран-Жораса та Маттергорна. Тут швидше йдеться про описову, а не канонічну класифікацію.
Цими іншими великими північними стінами Альп в першу чергу є:

### Комбіновані стіни або крижані стіни
- північна стіна Ле-Дрот (Райнгольд Месснер: «[Вважається] найбільш дикою зі стін Альп»[39]. Якби хтось забажав розширити коло «великих північних стін» з 6 до 7, в першу чергу слід було б розглянути північну стіну Ле-Дрот.)
- північна стіна Егюіль-де-Гран-Шармоз («Один з найважчих підйомів в Апьпах»[40]), масив Монблан;
- північна стіна Ле-Курт;
- північна стіна Егюіль-де-Тріоле (масив Монблан);
- північна стіна Дан Д'Еран;
- північна стіна Ортлера;
- північна стіна Кьонігшпітце;
- північна стіна Фішерхорна.

### Кам'яні стіни
Великі виключно кам'яні північні стіни Альп знаходяться у Східних Альпах:
- північна стіна Лалідерершпітце (масив Карвендель);
- північна стіна Триглава;
- північна стіна Західної Цінне;
- північно-західна стіна Чіветти;
- північна стіна Агнера;
- північна стіна Гохваннера

## Галерея

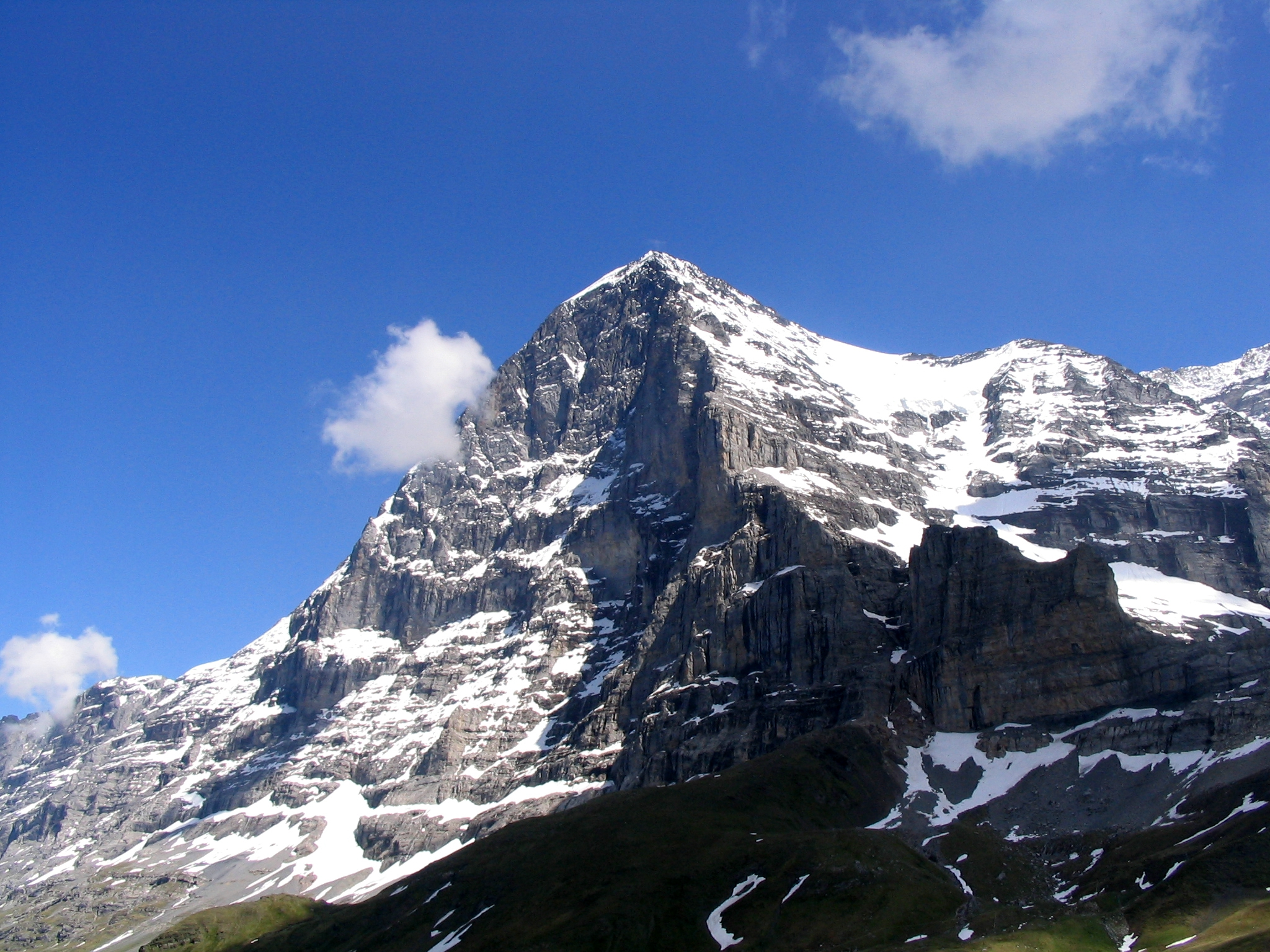
Північна стіна Айгера
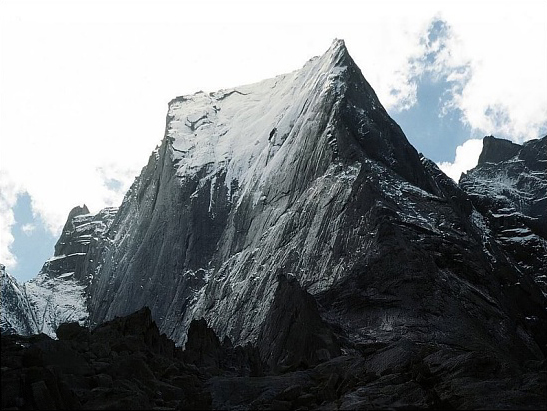
Північно-східна стіна Піц Баділе
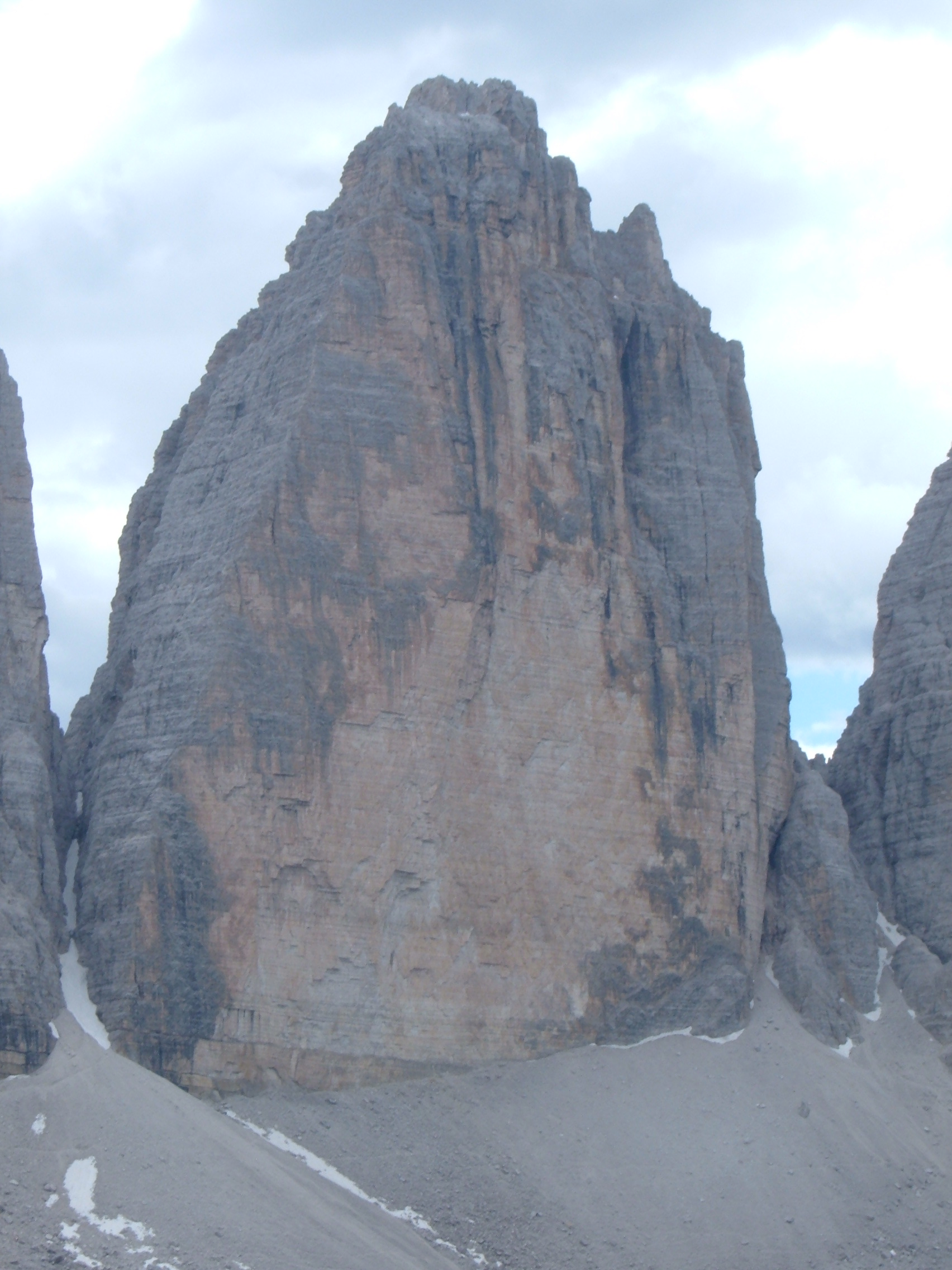
Північна стіна Великої Цінне
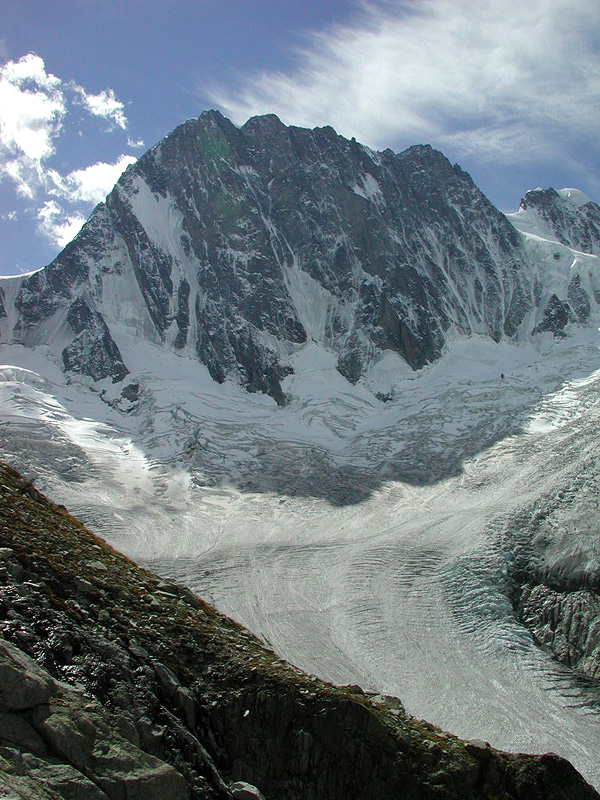
Північна стіна Грант-Жораса
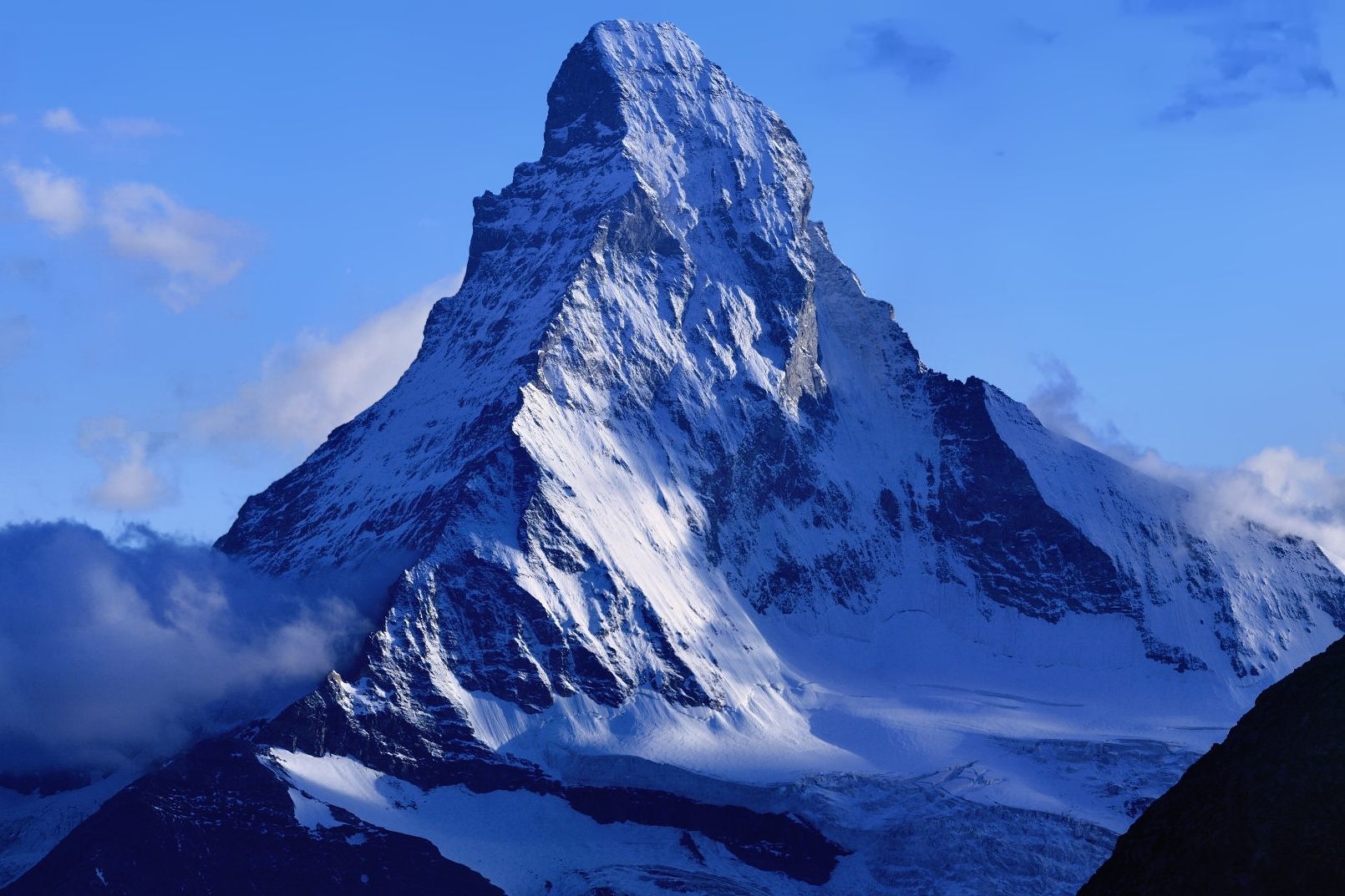
Північна стіна Маттергорна
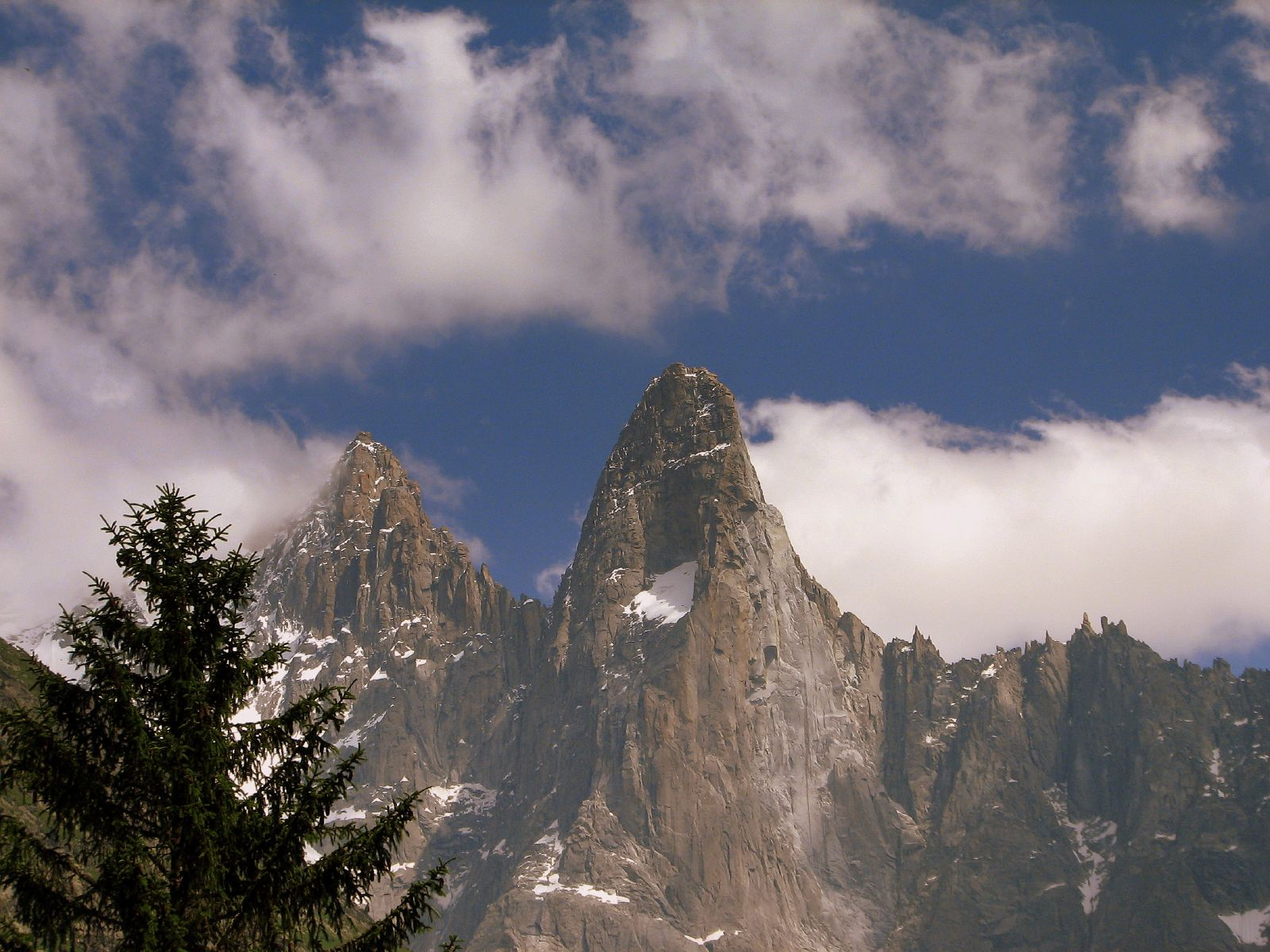
Північні стіни Ле Дрю
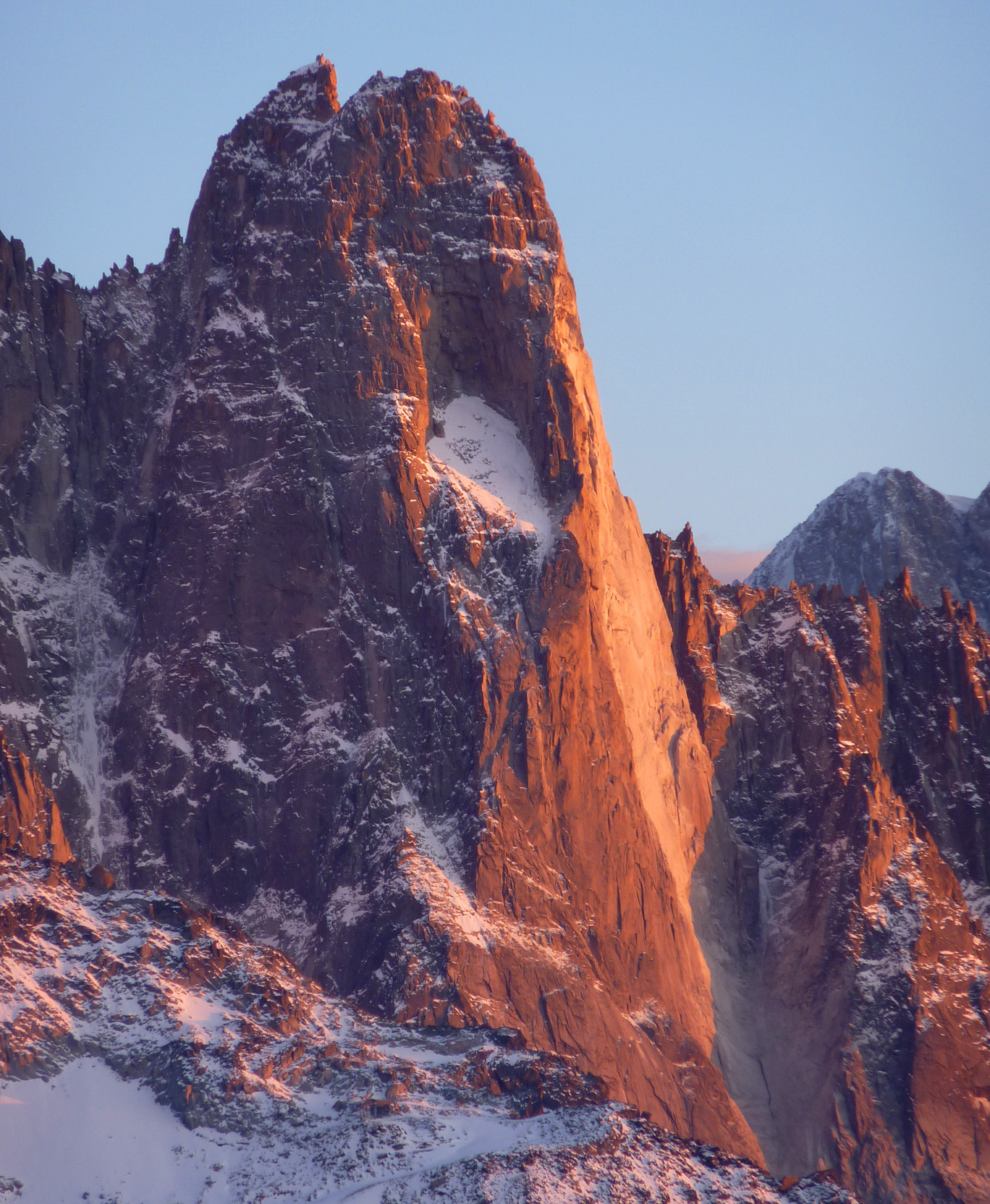
Північна стіна Пті-Дрю, на якій чітко видно крижане поле у "Ніші"

## Нотатки та примітки
1. ↑  Часто також використовується поняття «чотири великі альпійські стіни»; мається на увазі «Велика трійця» та четверта, переважно північна стіна Пті-Дрю.
2. ↑  процитовано з Marco Volken: Badile.
3. ↑   Частково ускладнене сходження по східній стороні кам'яної стіни гір в Альпах, оскільки, як наприклад у східної стіни Ватцмана, скелелаз на східній стороні не бачить завчасно погіршення погоди, яке приходить з заходу; західні стіни також ускладнені через їх відкритість для змін погоди.
4. ↑   Це є гра слів німецькою мовою: «Nordwand»-«Mordwand». Деякі свідчення цього частого використання такої гри слів: Bezwinger der «Mordwand».
5. ↑  Daniel Anker (Hrsg.
6. ↑  siehe Сайт гірської охорони регіону Берхтесгаден [Архівовано 2 лютого 2008 у Wayback Machine.]
7. ↑  Natascha Knecht (21 квітня 2011). Neuer Speedrekord in der Eiger-Nordwand. Basler Zeitung. Архів оригіналу за 3 березня 2016. Процитовано 25 квітня 2011.
8. ↑  ALPIN, Heft 4/11, S. 93
9. ↑  †: загинув при спуску
10. ↑  дивись біографію Петера Хабелера [Архівовано 2 лютого 2008 у Wayback Machine.], KLettersteige-online.de про Райнгольда Месснера [Архівовано 2 лютого 2008 у Wayback Machine.]
11. 1 2 3  сайт Томаса Бубендорфера. Архів оригіналу за 22 грудня 2007. Процитовано 7 травня 2016.
12. ↑  див. сайт Томаса Бубендорфера [Архівовано 22 грудня 2007 у Wayback Machine.], Bergnews.com про північну стіну Айгера [Архівовано 6 грудня 2006 у Wayback Machine.].
13. ↑  сайт Крістофа Хайнца [Архівовано 1 лютого 2008 у Wayback Machine.].
14. ↑  сайт Крістофа Хайнца [Архівовано 14 березня 2016 у Wayback Machine.].
15. ↑  www.bergsteigen.com про Улі Штека [Архівовано 2 червня 2016 у Wayback Machine.].
16. ↑  Bergsteiger 4/08, S. 7
17. ↑  ALPIN, 06/08, S. 108
18. ↑  звіт на www.bergsteigen.com. Архів оригіналу за 27 березня 2016. Процитовано 7 травня 2016.
19. ↑  звіт на Tagesanzeiger. Архів оригіналу за 4 березня 2011. Процитовано 7 травня 2016.
20. ↑  Архівна копія на сайті Wayback Machine.
21. ↑  Архівна копія на сайті Wayback Machine.
22. ↑  Архівована копія. Архів оригіналу за 28 квітня 2016. Процитовано 7 травня 2016. {{cite web}}: Cite має пустий невідомий параметр: |werk= (довідка); Проігноровано невідомий параметр |hrsg= (можливо, |publisher=?) (довідка); Проігноровано невідомий параметр |titel= (можливо, |title=?) (довідка); Проігноровано невідомий параметр |zugriff= (можливо, |access-date=?) (довідка)Обслуговування CS1: Сторінки з текстом «archived copy» як значення параметру title (посилання)
23. ↑  Архівована копія. Архів оригіналу за 28 квітня 2016. Процитовано 7 травня 2016. {{cite web}}: Cite має пустий невідомий параметр: |werk= (довідка); Проігноровано невідомий параметр |hrsg= (можливо, |publisher=?) (довідка); Проігноровано невідомий параметр |titel= (можливо, |title=?) (довідка); Проігноровано невідомий параметр |zugriff= (можливо, |access-date=?) (довідка)Обслуговування CS1: Сторінки з текстом «archived copy» як значення параметру title (посилання)
24. ↑  siehe Gaston Rébuffat: Sterne und Stürme. Die großen Nordwände der Alpen, GeraNova Bruckmann 1986.
25. ↑  OeAV-Events про Лео Шльоммера [Архівовано 10 грудня 2013 у Wayback Machine.] (PDF; 451 kB).
26. ↑   Архівна копія на сайті Wayback Machine.
27. ↑  siehe Ivano Ghirardinis Homepage [Архівовано 21 серпня 2009 у Wayback Machine.].
28. ↑  www.bergsport.ch про Норберта Йооса [Архівовано 2 лютого 2008 у Wayback Machine.].
29. ↑  сайт Роберт Джаспера [Архівовано 13 грудня 2013 у Wayback Machine.].
30. ↑  сайт Кетрін Дестівель [Архівовано 14 жовтня 2017 у Wayback Machine.].
31. ↑  Alison Hargreave: A Hard Day's Summer: Six Classic North Faces Solo, London 1995 та Біографія Елісон Харгрейв [Архівовано 3 лютого 2008 у Wayback Machine.], findarticles.com про Харгрейв [Архівовано 2 лютого 2008 у Wayback Machine.].
32. ↑  Повідомлення на www.bergsteiger.de. Архів оригіналу за 2 вересня 2014. Процитовано 7 травня 2016.
33. ↑  Enchainment[en] у англійській вікі
34. ↑  www.bergfieber.de про Крістофа Профіта. Архів оригіналу за 4 березня 2016. Процитовано 7 травня 2016.
35. ↑  www.bergfieber.de про Томо Цесена. Архів оригіналу за 3 березня 2016. Процитовано 7 травня 2016.
36. ↑  www.montagnes.com про Крістофа Профіта. Архів оригіналу за 25 липня 2013. Процитовано 7 травня 2016.
37. ↑  сайт Ергарда Лоретана. Архів оригіналу за 2 червня 2016. Процитовано 7 травня 2016.
38. ↑  сайт Лафайє. Архів оригіналу за 16 травня 2013. Процитовано 7 травня 2016.
39. ↑  цитата з книги Райнгольда Месснера: Alleingang Nanga Parbat, München 1979, S. 21 f.
40. ↑  Ralf-Peter Märtin: Nanga Parbat. Wahrheit und Wahn des Alpinismus, Berlin 2002, S. 66.